# Himantigera splendens
Himantigera splendens är en tvåvingeart som först beskrevs av Ignaz Rudolph Schiner 1868.  Himantigera splendens ingår i släktet Himantigera och familjen vapenflugor. Inga underarter finns listade i Catalogue of Life.